# Palliduphantes schmitzi
Palliduphantes schmitzi là một loài nhện trong họ Linyphiidae.
Loài này thuộc chi Palliduphantes. Palliduphantes schmitzi được Wladislaus Kulczynski miêu tả năm 1899.